# ダリア・キンツェル
ダリア・キンツェル（ドイツ語:Daria Kinzer、1988年5月29日 - ）は、ドイツ・アシャッフェンブルク出身のクロアチア人歌手。ユーロビジョン・ソング・コンテスト2011のクロアチア代表として参加した。

## 来歴
ユーロビジョン・ソング・コンテスト2011のクロアチア代表として、2011年5月にドイツ・デュッセルドルフで行われる同大会に参加。
3月5日のクロアチア国内選考で「Celebrate」を歌って優勝し、本大会では5月10日の準決勝1に参加することとなった。
ドイツにてドイツ人の父とクロアチア人の母のもとに生まれ、オーストリアで育ったものの、クロアチア語も話すことができる。学生としてウィーンに暮らす。